# 山木屋村
山木屋村（やまこやむら、やまきやむら）は福島県安達郡にあった村。現在の伊達郡川俣町山木屋にあたる。
江戸時代は「山小屋村」と表記し、明治以降も公的な資料では「やまこや」となっているが、その後「やまきや」に転化している。

## 地理
- 河川：口太川

## 歴史
- 1889年（明治22年）4月1日 - 町村制の施行により、近世以来の山木屋村が単独で自治体を形成。
- 1955年（昭和30年）3月1日 - 伊達郡川俣町・飯坂村・小綱木村・大綱木村・富田村・福田村・小島村と合併し、改めて伊達郡川俣町が発足。同日山木屋村廃止。

## 交通

### 道路
- 富岡街道（現・国道114号）